# Open Arms - La legge del mare
Open Arms - La legge del mare (Mediterráneo) è un film del 2021 diretto da Marcel Barrena.

## Trama
Dopo aver visto la foto di un bambino annegato nel Mediterraneo, i bagnini spagnoli Òscar Camps e Gerard Canal decidono di andare sull'isola di Lesbo per fornire assistenza ai migranti fuggiti dai loro paesi di origine. All'arrivo scoprono però una realtà scioccante: migliaia di persone rischiano la vita ogni giorno per attraversare il mare su imbarcazioni precarie, fuggendo da conflitti armati. Dato che nessuno sta effettuando le operazioni di salvataggio, Òscar e Gerard, insieme ad Esther, Nico e agli altri membri della squadra, combatteranno per compiere una missione, dando sostegno alle migliaia di persone che ne hanno bisogno. Per tutti loro, questo viaggio iniziale sarà un'odissea che cambierà le loro vite.

## Distribuzione
Dopo l'anteprima alla Festa del Cinema di Roma 2021, il film è stato distribuito nelle sale cinematografiche italiane a partire dal 3 febbraio 2022.